# Zenit Čáslav
FK Čáslav – czeski klub piłkarski mający swoją siedzibę w mieście Čáslav, w Czechach. Aktualnie uczestniczy w rozgrywkach czeskiej II ligi. (stan na sezon 2007/08)

## Historia nazw
- 1902 - Sportovní Klub STELLA (Hvězda) Čáslav
- 1927 - Sportovní Klub Čáslav
- 1949 - Sportovní Klub KOSMOS Čáslav
- 1989 - Football Club Zenit Čáslav
- 2011 - Fotbalový Klub Čáslav